# Sámson (keresztnév)
A Sámson héber eredetű férfinév, jelentése: a Nap fia.

## Gyakorisága
Az 1990-es években szórványos név, a 2000-es években nem szerepel a 100 leggyakoribb férfinév között.

## Névnapok
- június 27.[2]

## Híres Sámsonok
- Sámson bibliai nagy erejű hős, Izráel bírája

## Egyéb Sámsonok
- Békéssámson, Békés megye
- Hajdúsámson, Hajdú-Bihar megye
- Sámsonháza, Nógrád megye
- Szilágysámson, Románia, Szilágy megye